# Nobiltà spagnola

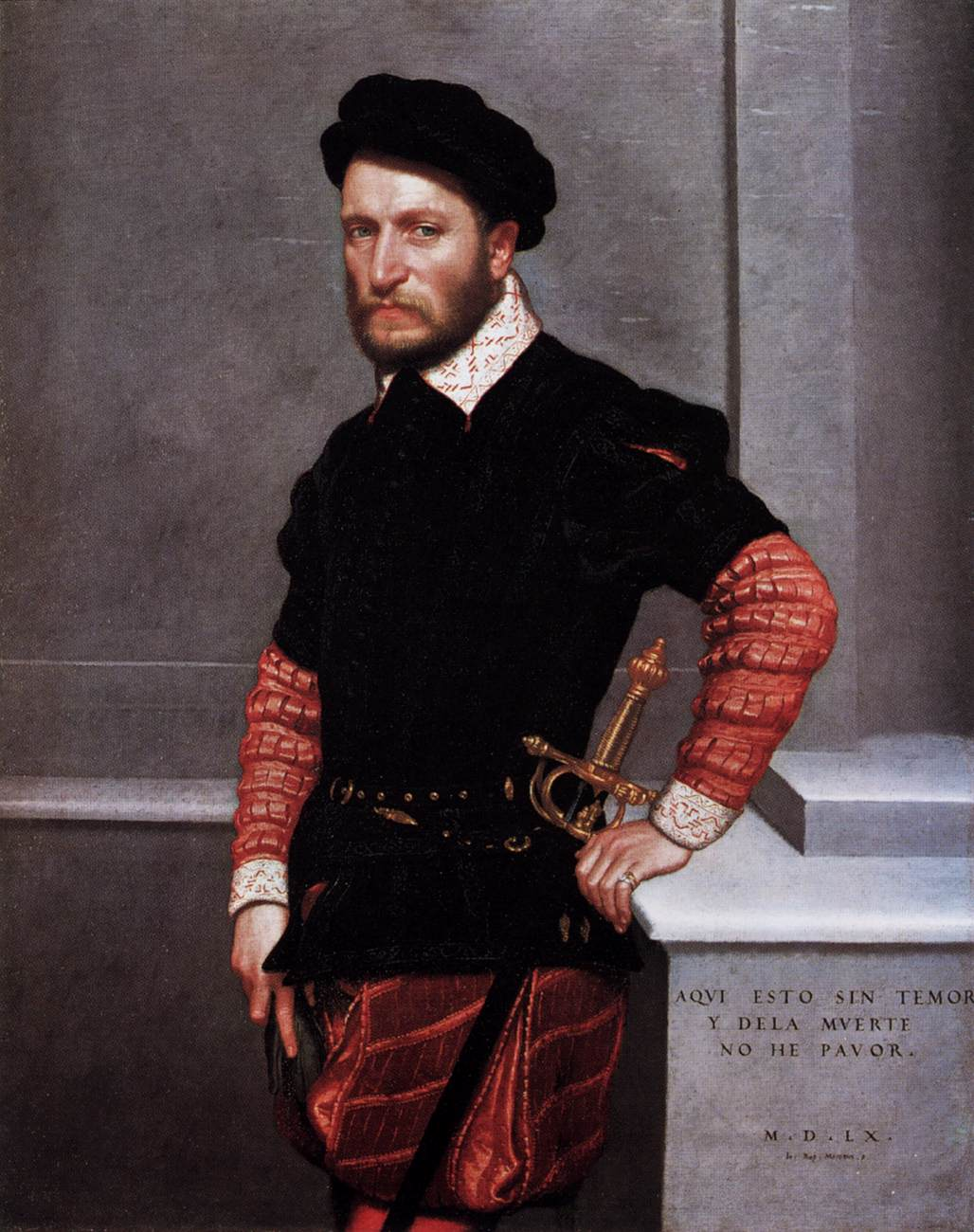
Ritratto di un nobile spagnolo all'apice del loro impero. D.Gabriel de la Cueva

I nobili spagnoli sono le persone che posseggono lo status legale di nobiltà ereditaria secondo le leggi e le tradizioni della monarchia spagnola. Un sistema di titoli e onori della Spagna e degli ex regni che la compongono costituiscono la nobiltà spagnola. Alcuni nobili possiedono vari titoli che possono essere ereditati, ma la creazione e il riconoscimento dei titoli è legalmente una prerogativa del Re di Spagna.
Alcuni titoli nobiliari e le famiglie che hanno trasmesso tale status da tempo immemorabile esistono tuttora. Alcune famiglie aristocratiche utilizzano la particella nobiliare de prima del loro nome di famiglia. Nel corso dell'epoca della dittatura del generale Francisco Franco, vennero concessi nuovi titoli nobiliari individuali, e i titoli garantiti dai pretendenti carlisti vennero riconosciuti.
Nonostante l'ascesa al trono di Spagna di Juan Carlos I nel 1975, la corte dei nobili che deteneva posizioni e uffici addetta alla casa reale non è stata ripristinata. I detentori del titolo nobiliare sono sottoposti a tassazione, mentre sotto Ancien Régime spagnolo, loro erano esenti. Re Juan Carlos ha concesso nuovi titoli a riconoscenza dei meriti di politici e artisti.

## Classificazione dei nobili spagnoli
I nobili spagnoli sono classificati come Grandi di Spagna (Grandes de España), come nobili titolati, o come nobili non titolati.
In passato, i grandi erano divisi in prima, seconda, e terza classe. Attualmente questa divisione ha cessato di essere rilevante nella pratica, ma rimane come una dignità titolare; legalmente, in tempi moderni, tutti i grandi godono degli stessi privilegi. Una volta, però, ogni classe deteneva speciali privilegi come:
(1) coloro che parlavano al re e ricevevano la sua risposta con il capo coperto.
(2) coloro che si rivolgevano al re a capo scoperto, ma mettevano su il cappello per ascoltare la sua risposta.
(3) coloro che attendevano il permesso del re prima di coprirsi.
Inoltre, tutti i grandi erano apostrofati dal re mi Primo (mio cugino), mentre nobili ordinari erano soltanto qualificati come mi Pariente (mio parente).
Un individuo poteva possedere un grandato, se in possesso di un titolo di nobiltà o meno. Di norma, tuttavia, ogni grandato è collegato a un titolo. A grandato è sempre attribuito alla concessione di un titolo ducale. La concessione di un grandato con qualsiasi altro rango di nobiltà è sempre stata alla volontà del sovrano. Eccetto i duchi e alcuni titoli molto antichi di marchesi e conti, molti titoli spagnoli nobiliari non sono annessi ai grandati.
Un grande di ogni rango supera in grado un non-grande, anche se il titolo di tale non-grande è di un più alto grado, con l'eccezione dei membri ufficiali della famiglia reale spagnola che possono non detenere alcun titolo. Quindi, un barone-grande gode di più alta precedenza rispetto ad un marchese che non è un grande.
Dal 1987 i figli di un Infante di Spagna, tradizionalmente considerati parte della famiglia reale, ricevono il diritto al rango e alla designazione di grande, ma non sono in possesso della dignità legale di Grande di Spagna senza che una grandeza sia ufficialmente conferita dal sovrano; una volta che la dignità viene ufficialmente concessa, diventa ereditaria.
Alcuni titoli degni di nota, che sono connessi al gradato, sono: il Duca d'Alba, il Duca di Medinaceli, il Duca di Osuna, il Duca d'Infantado, il Duca di Alburquerque, il Duca di Nájera, il Duca di Frías e Duca di Medina Sidonia, il Marchese di Aguilar de Campoo, il Marchese di Astorga, il Marchese di Santillana, il Marchese di Los Vélez, il Conte di Benavente, il Conte di Lerín, il Conte di Olivares, il Conte di Oñate, e il Conte di Lemos.

## Forme di indirizzo
I Duchi e altri individui che sono grandi hanno diritto al titolo di Eccellentissimo Signore/Signora o Sua Eccellenza. Anche, agli individui titolari di un principato (raro al di fuori della famiglia reale) ci si rivolge come Eccellentissimo Signore/Signora.
I nobili titolati (senza un grandato) che hanno il rango di marchese o conte utilizzano il titolo Illustrissimo Signore/Signora. Coloro che detengono un titolo con il rango di visconte, barone o Señor usano semplicemente Señor/Señora.

## Ranghi
La nobiltà ordinaria spagnola è divisa in sei ranghi. Dal più alto al più basso, questi sono: Duque (Duca), Marqués (Marchese), Conde (Conte), Vizconde (Visconte), Barón (Barone), e Señor (Signore) (nonché le forme femminili di questi titoli).
La nobiltà discende dal primitivo maschio che fu elevato alla nobiltà o riconosciuto come appartenente alla nobiltà ereditaria di tutti i discendenti legittimi, maschi e femmine, in linea maschile. Così, la maggior parte delle persone che sono legalmente nobili, non detengono nessun titolo.
Un grandato nobilita il destinatario e, anche se di solito conferito con un titolo, non deve necessariamente esserlo.

### Principe (principe/princesa)
Vi è anche il titolo, spesso trascurato, di Principe (Principe/Princesa) utilizzato da coloro a cui è stato concesso o ha ereditato quel titolo. E spesso non è incluso negli elenchi della nobiltà spagnola perché è raro: i titoli principeschi sono attualmente riservati alla famiglia reale (l'erede al trono o il consorte delle Regina regnante). I titoli principeschi dell'erede derivano dagli antichi regni uniti a formare la Spagna.
Altri titoli di principe erano spesso concessi dai re di Spagna, ma di solito in qualità di re di Napoli o di Sicilia. Questi nobili soggiornarono spesso presso la corte spagnola dove utilizzavano i loro titoli, ma raramente i nobili spagnoli erano destinatari di un titolo di principe in combinazione con una denominazione territoriale in Spagna. L'eccezione più significativa è stata il titolo di "Principe della Pace" conferito a Manuel Godoy, un favorito del Re e, specialmente, della Regina.
Sebbene con la legislazione del ventesimo secolo terminò il riconoscimento ufficiale del titolo di principe al di fuori della famiglia reale, fu permesso al detentore di un principato di far convertire la dignità in un titolo ducale con lo stesso nome.
Sono tre i titoli detenuti dall'erede al trono spagnolo.
- Principe delle Asturie come erede al trono apparente del Regno di Castiglia e León.
- Principe di Gerona come erede al trono apparente del Regno d'Aragona.
- Principe di Viana come erede al trono apparente del Regno di Navarra.

### Duca/Duchessa (Duque/Duquesa)
Nel 2009 esistevano 153 ducati in possesso di circa 100 famiglie, tutti i duchi hanno anche il titolo di grandes de España
- Duca d'Alba
- Duca di la Alcudia
- Duca di Cadice
- Duca di Ciudad Rodrigo, concesso al I Duca di Wellington per i servizi resi al re spagnolo
- Duca di Feria
- Duca di Franco
- Duca di Fernández-Miranda
- Duca di Lugo
- Duca di Medinaceli
- Duca di Medina Sidonia
- Duca di Moctezuma de Tultengo, posseduto dai discendenti dell'Imperatore azteco Moctezuma II
- Duca di Najera estinta nel 1482, (il titolo venne riconcesso a Don Juan Traverso y Colon de Carvajal a cui è succeduto il figlio Ignacio Travesedo Julia, Conte di Trevino
- Duca di Primo de Rivera
- Duca di Segovia
- Duca di Sueca
- Duca di Siviglia
- Duca di Sotomayor
- Duca di Tetuan
- Duca di Suárez
- Duca di Palma de Mallorca
- Duca della Vittoria
- Duca di Veragua posseduto dai discendenti di Cristoforo Colombo

### Marchese/Marchesa (Marqués/Marquesa)
- Marchese di Almazán
- Marchese di Altamira
- Marchese di Aguilar de Campoo
- Marchese di Albudeyte
- Marchese di Ardales
- Marchese di Astorga
- Marchese de la Cadena della Nueva Espana/Messico (estinta).
- Marchese de la Candia
- Marchese di Chinchilla
- Marchese Del Bosque
- Marchese di Figueroa
- Marchese di Frigiliana
- Marquis of Galatone
- Marchese di Iria Flavia
- Marchese di Irujo y los Arcos
- Marchese di Isla de Arousa
- Marchese de los Jardines de Aranjuez
- Marchese di La Algaba
- Marchese di Menendez
- Marchese di Montsalud
- Marchese di Morella
- Marchese di Novaliches
- Marchese di Ría de Ribadeo
- Marchese di Las Salinas
- Marchese di Salobreña
- Marchese di Samaranch
- Marchese di San Isidro
- Marchese di San Saturnino
- Marchese di Santa Maria de Silvela
- Marchese di Santillana
- Marchese di Sierra Nevada
- Marchese di Valdecarzana
- Marchese de Vallado
- Marchese di Vargas Llosa
- Marquis of Villena
- Marchese di Mariño
- Marchese de Sierra de Outes

### Conte/Contessa (Conde/Condesa)
- Contea di Barcellona detenuta da Don Juan, erede di Alfonso XIII, padre di Juan Carlos I
- Conte di Castella de Vigo
- Conte di Candia de Valencia
- Conte di Cervera
- Conte di Chinchon
- Conte di Covadonga
- Conte di Empúries
- Conte di Fontao
- Conte di Fuensaldaña
- Conte di Frigiliana
- Conte di Guaqui
- Conte di Luchana
- Conte di Mansilla
- Conte di Montealegre
- Conte di Olivito
- Conte di Olocau
- Conte di Ripalda
- Contea del Rossiglione
- Conte di Salvatierra
- Conte di Teba
- Conte di Toreno
- Conte di Urgell
- Conte di Vigo

### Visconte/Viscontessa (Vizconde/Vizcondesa)
- Vizconde de la Alborada
- Vizconde de Altamira
- Vizconde de Aragon
- Vizconde de Cabrera
- Vizconde de la Calzada
- Vizconde de Quintanilla de Florez

### Barone/Baronessa (Barón/Baronesa)
Le baronie non esistevano nel Regno di Castiglia né nel Regno di Navarra, e il Re di Spagna non creò, successivamente, alcuna barona annessa alle proprietà castigliane o navarresi. Tuttavia esse esistevano nel Regno d'Aragona, come ad esempio:
- Barone di Polop

### Signore/Signora (Señor/Señora)
Il titolo di Senor è fuori dai soliti ranghi della nobiltà spagnola, il che significa che non ha posto nell'ordine di precedenza e sta da solo in quanto è, insieme a quello dei conti, il più antico per anzianità dei regni. Molte delle signorie spagnole sono tra i titoli di nobiltà più antichi in Spagna, e di solito concesso il supporto militare e poteri amministrativi e legali sulla loro signoria. Anche se alcune signorie sono state create dai re di Spagna, altre esistevano prima di loro e non sono stati create da nessun re noto. Per esempio, il Signore di Biscaglia sarebbe il capo di Biscaglia, detenendo un alto grado di indipendenza dal re di Castiglia, a cui poteva dare in pegno o non giurare fedeltà feudale, ma di cui egli non era, almeno inizialmente, un vassallo: ogni nuovo signore di Biscaglia doveva rinnovare il giuramento al re. In definitiva però, i re di Castiglia ereditarono la signoria.
- Signore di Balaguer: posseduto dall'erede al trono di Spagna
- Signore di Biscaglia: dal 1378 in possesso del re di Spagna, acquisendo così la fino ad allora semi-indipendente signoria di Biscaglia
- Signore di Lecubarri: tenuto dai discendenti del duca di Guascogna
- Signore di Molina de Aragón
- Signore di Meiras: Señora de Meiras, Carmen Polo moglie di Francisco Franco
- Signore di Salas

## Fonti
- (ES) Diputación de la Grandeza y Títulos del Reino, su diputaciondelagrandezaytitulosdelreino.es.
- Atienza, Julio de. Nobiliario Español: Diccionario Heráldico de Apellidos Españoles y de Títulos Nobiliarios. Madrid: Aguilar, 1948.
- Figueroa y Melgar, Alfonso de. Estudio Histórico Sobre Algunas Familias Españolas. 6v. in 12 parts. Madrid: Editions Dawson & Fry, 1965.
- Noble Titles in Spain and Spanish Grandees, su chivalricorders.org. URL consultato il 29 luglio 2012 (archiviato dall'url originale il 15 maggio 2008).
- Guìa Oficial -Grandezas y Titulos del Reino (Ministerio de Justicìa).
- Guìa Oficial -Grandezas y Titulos de Castilla y Leon (Ettore Gallelli-editore).
- Anuario de la Nobleza Espanola  (Ettore Gallelli-editore).
- Nobility & Grandee Titles in Spain (Ministry of Justice), su esede.mjusticia.es. URL consultato il 29 luglio 2012 (archiviato dall'url originale il 3 agosto 2009).